# John Ruddy
John Thomas Gordon Ruddy, född 24 oktober 1986 i St. Ives, är en engelsk fotbollsmålvakt som spelar för Newcastle United. Han har tidigare representerat det engelska landslaget.

## Klubbkarriär
Den 10 juli 2017 värvades Ruddy av Wolverhampton Wanderers, där han skrev på ett tvåårskontrakt. Den 14 juli 2022 värvades Ruddy av Birmingham City, där han skrev på ett ettårskontrakt. I november 2022 förlängde Ruddy sitt kontrakt fram över säsongen 2023/2024.
Den 1 juli 2024 värvades Ruddy av Newcastle United, där han skrev på ett ettårskontrakt.

## Landslagskarriär
Den 16 maj 2012 blev Ruddy uttagen i Englands trupp till EM i fotboll 2012 av förbundskaptenen Roy Hodgson. Det var hans första uttagning i landslaget. Ruddy bröt dock sitt finger innan turneringen startat och ersattes av Jack Butland.